# Abuan (Susut)
Abuan is een bestuurslaag in het regentschap Bangli van de provincie Bali, Indonesië. Abuan telt 6127 inwoners (volkstelling 2010).